# 仁和麗花介
仁和麗花介（学名：Pistocythereis jenho）为粗面介科麗花介屬下的一个种。